# La Cueva (Bolivia)
La Cueva es una localidad y comunidad rural del municipio de Entre Ríos, ubicado en la provincia de O'Connor del departamento de Tarija en Bolivia. Se encuentra a 45 kilómetros de la localidad de Entre Ríos, capital provincial, y a 145 kilómetros de Tarija, capital departamental. Atraviesa la comunidad el río Salinas, afluente del río Tarija.

## Toponimia
Una popular leyenda de la región atribuye el nombre de "La Cueva" a un fortuito encuentro entre un cazador y una Cruz cristiana dentro de una cueva. Este relato cuenta que, cuando aún el lugar era escasamente poblado por originarios y criollos, un cazador advirtió una bella corzuela a lo lejos. Se apuró a perseguirla y, adentrándose en la profundidad del bosque chaqueño, se deshizo con su machete de las ramas que le impedían avanzar y divisar la corzuela.
En un determinado punto, detrás de grandes y centenarios árboles, dicho cazador descubrió una cueva, preciosa, de cuyas lajas brotaban hilos de agua cristalina. En el interior de la cueva descansaba, no se sabe de qué manera, una gran cruz cristiana maravillosamente tallada en madera. Perplejo, el cazador, ya cueveño, avisó a su familia; la voz corrió entre los lugareños y todos aceleraron la construcción de una humilde ermita al lado de la nueva Santa Cueva, confirmando la población su fe a Dios. 
Dicen que primeramente la cruz fue venerada en la ermita recién construida por los cueveños, quienes la paseaban en procesión por sus campos cuando la sequía causaba estragos en los sembradíos de la región. Años más tarde probablemente el Convento franciscano de Tarija trasladó la cruz a la Basílica de San Francisco, en Tarija, donde hoy, en teoría, podemos admirar la original. 
Una variante menos popular habla de la aparición de la Virgen de la Séptima Cruz ante un campesino dentro de la misma cueva, acompañada -la aparición- de una cruz cristiana de madera también fabulosamente moldeada. Se ha señalado en la roca el lugar de la supuesta aparición con una cruz pintada.

## Historia
El actual lugar de La Cueva fue originalmente habitado por el Pueblo Indígena Guaraní, razón por la cual la región fue la primera misión jesuítica del sur del país.
Más tarde el lugar fue habitado por españoles y descendientes de españoles (criollos), posteriormente se conformó el mestizaje entre indígenas y españoles.

## Geografía, flora y fauna
La comunidad de La Cueva, está situada en dos ámbitos geográficos, dentro  del  Bosque Tucumano-Boliviano y   del Gran Chaco (en  lo  llamado "Monte Bravo"", Chaco húmedo o "Chaco Serrano"). 
Se podría describir La Cueva como un gran valle extenso a lo largo y a lo ancho, atravesado por un río, el Salinas. De las serranías que rodean La Cueva caen muchas quebradas, arroyos y riachuelos, que finalizan en este río. 
Una parte de La Cueva forma parte de la Reserva Nacional de Flora y Fauna de Tariquía, una de las áreas naturales protegidas de Bolivia.
En lo más profundo del monte de La Cueva podemos encontrar animales grandes como el Jucumari (Tremarctos ornatus), el Jaguar (Panthera onca), el Puma o león americano (Puma concolor), el Carpincho (Hydrochoerus hydrochaeris), el Tapir (Tapirus terrestris), Corzuelas (Mazama americana), Osos bandera (Myrmecophaga tridactyla) y Tatús (Dasypodidae).
Estos animales la mayoría de veces huyen a las personas, prácticamente no se acercan. Pero se sabe de varios casos que el Puma (conocido como León en el lugar) y el Jaguar (conocido como Tigre en el lugar) bajan a comerse el ganado de los lugareños (bovinos, ovinos...), por eso son objetivos de caza.
En el Salinas y en algunas quebradas se pueden observar peces como el Bagre (Siluriformes), la Churuma o Vieja, el Bagre Sapo (Rhamdia quelen), el Sábalo (Prochilodus lineatus) y años atrás se podía observar gran cantidad de Dorados (Prochilodus lineatus), hoy en día su población ha reducido considerablemente debido a su pesca masiva ya que su carne es muy reclamada en la gastronomía del lugar.
Se pueden encontrar una variedad inmensa de aves, las cuales destacan el Tucán (Ramphastos toco), el Chajá (Chauna torquata), el Tero-tero (Vanellus chilensis), el Tostés o Bandurria (Theristicus melanopis melanopis), la Gallareta (Fulica leucoptera), El Kakuy (Nyctibius griseus), garzas, búhos...
También hay una importante y elevada presencia de ranas y sapos (en las charcas, quebradas, lagunas...) y lagartos y lagartijas.
En el lugar crecen árboles como el Lapacho (Handroanthus impetiginosus), el Algarrobo (Prosopis nigra), el Ceibo (Erythrina crista-galli), el Timboy o Pacará (Enterolobium contortisiliquum), tuscas, helechos, zarzas, nogales, guayabillos, pucas, talas, etc.

## Cultura y atractivos turísticos
La cultura cueveña se caracteriza por ser del estilo gauchesca. Los componentes principales son la vida rural de la llanura: transporte a caballo, tomar mate caliente, música interpretada con bombo, violín y guitarra, así como los valores de la solidaridad, la lealtad, la hospitalidad y la valentía de la gente.
Algunas de las danzas y músicas más tradicionales e interpretadas en las festividades populares de la gente son: la Chacarera, la Cueca, Tonadas, Coplas, el Escondido, el Gato.
Una cueca chaqueña, cuyo autor de la música es Omar Baldiviezo, integrante y cofundador del grupo folclórico Los Canarios del Chaco, y Mario Baldiviezo Vaca, autor de la letra que habla poéticamente de la llegada del autor a su tierra:
Ya voy llegando al vado, mi amada
tierra que siempre añoré,
vuelvo de nuevo a verte, mi cielo,
tan radiante como ayer.
Recuerdo aquellos momentos hermosos
venerando al redentor;
patrono San Antonio, yo vengo
para calmar mi dolor.
Junto al viejo molino de piedra
alegre me pongo a cantar, 
rasgo mi vieja guitarra, abuelo, 
venga conmigo a cantar,
por ahí suena un sacherito, abuelo,
la fiesta va a comenzar.
(Jaleo, tralaleo, ""áhura"", festejo u oscaso) 
¡Vuelvo de nuevo a verte, mi cielo,
tan radiante como ayer!

## Subdivisiones
La Cueva se divide en cuatro sectores principales:
- El Guaico del Tigre
- El Fuerte Santiago
- San Antonio
- Capucol (Cañuelas, Pucará, Colmena)

Y en otros sectores menos poblados como Molino la Sal, Río la Sal, Canto el Monte y Guaico los Toros.